# جورج ليزلي
جورج ليزلي (بالإنجليزية: George Leslie)‏ (9 يوليو 1907 بسلاو في المملكة المتحدة - 22 نوفمبر 1986 بكولشيستر في المملكة المتحدة) هو لاعب كرة قدم بريطاني (وحمل سابقاً جنسية المملكة المتحدة لبريطانيا العظمى وأيرلندا) في مركز الدفاع. لعب مع تشارلتون أثلتيك وكولتشستر يونايتد ونادي النجم الأحمر سانت أوين ونادي والسول ونادي سلاو تاون ونادي غيلفورد سيتي.